# Marko Gazzotti
Pour les articles homonymes, voir Gazzotti.

a Compétitions nationales et continentales officielles uniquement.

b Matchs officiels uniquement.
Dernière mise à jour le 23 novembre 2024.
Marko Gazzotti, né le 24 septembre 2004 à Aix-les-Bains (Savoie), est un joueur international français de rugby à XV qui joue aux postes de troisième ligne centre ou de troisième ligne aile à l'Union Bordeaux Bègles.
Il remporte la Champions Cup avec l'Union Bordeaux Bègles en 2025.

## Biographie

### Jeunesse et formation
Marko Gazzotti naît à Aix-les-Bains d'un père français issu d'une famille d'origine italienne et d'une mère lituanienne,. Il commence le rugby à XV au FC Aix-les-Bains. Il rejoint ensuite le RCS Rumilly pendant une saison avant de poursuivre sa formation au FC Grenoble à partir de 2019.
En avril 2022, il fait partie des cinq Grenoblois avec Barnabé Massa, Zaccharie Affane, Gabin Rocher et Karsen Talalua sélectionnés avec l'équipe de France des moins de 18 ans. Après avoir disputé le Festival des Six Nations des moins de 18 ans et avoir été élu dans le XV type de cette compétition, il prolonge son contrat au FCG jusqu'en 2024.

### Débuts professionnels au FC Grenoble (2022)
En octobre 2022, en début de saison 2022-2023, à seulement 18 ans, il dispute son premier match en professionnel en Pro D2 avec son club formateur. En janvier suivant, il est retenu par l'encadrement de l'équipe de France des moins de 20 ans pour disputer le Tournoi des Six Nations des moins de 20 ans 2023. Il fait ses débuts avec les Bleuets dès la deuxième journée, en tant que titulaire en troisième ligne centre, puis il est titulaire à ce poste pour les trois matchs suivants et il délivre de bonnes performances,. De ce fait, il est convoité par plusieurs clubs de Top 14. En fin de saison, son club termine à la deuxième place de la phase régulière du championnat. Qualifié directement pour les demi-finales, Marko Gazzotti participe à la victoire face au Stade montois en demi-finale au Stade des Alpes (36-27) avant que son club échoue en finale contre Oyonnax 14-3 au stade Ernest-Wallon à Toulouse. Il s'incline ensuite avec le FCG dans le barrage d'accession le 3 juin 2023 contre l'équipe de Top 14 de Perpignan (19-33). Il est retenu juste après dans le groupe des trente joueurs français appelés à disputer le Championnat du monde junior 2023 en Afrique du Sud. À la fin de la compétition, il est sacré champion du monde avec ses coéquipiers après avoir remporté largement la finale sur le score de 50 à 14 face aux Irlandais où il est l'auteur d'une bonne performance en étant nommé homme du match,. De plus, il est nommé Meilleur joueur de la compétition également après ses bonnes prestations tout au long de cette dernière. Au fil de la compétition, il forme une troisième ligne performante et complémentaire avec Oscar Jégou et Lenni Nouchi.

### Transfert à l'Union Bordeaux Bègles (depuis 2023)
Marko Gazzotti, sous contrat avec Grenoble jusqu’en juin 2024, est transféré à l'Union Bordeaux Bègles à l'issue de sa première saison professionnelle. Le montant de la transaction est estimé entre 500 000 et 700 000 euros. Il joue son premier match avec sa nouvelle équipe à l'occasion de la première journée de Top 14 de la saison 2023-2024, contre le Racing 92. Il est titulaire et joue 45 minutes avant de se fracturer le pouce, le rendant indisponible deux mois,. En décembre, il dispute son premier match de Champions Cup face aux Bristol Bears et il inscrit également son premier essai sous le maillot girondin face au Lyon OU en Top 14. Le 28 janvier 2024, il est annoncé dans un groupe de vingt-six joueurs pour la première journée du Tournoi des Six Nations des moins de 20 ans 2024. Cependant, le lendemain, il est annoncé qu'il reste avec son club à cause de blessures dans l'effectif, il est remplacé par Maël Perrin.
Le 15 février, pour préparer la troisième journée du Tournoi des Six Nations 2024, il est convoqué pour la première fois en équipe de France à la suite du forfait de Grégory Alldritt. Il connait sa première sélection en entrant à la mi-temps d'un match contre l'Argentine le 22 novembre 2024.
Le 24 mai 2025, il est remplaçant en finale de la Champions Cup au Millennium Stadium de Cardiff face aux Northampton Saints et entre à la mi-temps à la place de Mahamadou Diaby. Les bordelo-bèglais s'imposent 28 à 20 face aux anglais et remportent ainsi le premier titre de l'histoire du club.

## Statistiques

### En club
| Saison                      | Saison                      | Championnat                | Championnat | Championnat | Championnat | Compétitions EPCR                      | Compétitions EPCR                      | Compétitions EPCR                      | Compétitions EPCR                      |
| Saison                      | Saison                      | Compétition                | M           | Pts         | Ess.        | Compétition                            | M                                      | Pts                                    | Ess.                                   |
| --------------------------- | --------------------------- | -------------------------- | ----------- | ----------- | ----------- | -------------------------------------- | -------------------------------------- | -------------------------------------- | -------------------------------------- |
| 2022-2023                   | FC Grenoble                 | Pro D2 + match d'accession | 8+1         | 5           | 1           | Pas de qualification en Coupe d'Europe | Pas de qualification en Coupe d'Europe | Pas de qualification en Coupe d'Europe | Pas de qualification en Coupe d'Europe |
| Total FC Grenoble           | Total FC Grenoble           | Pro D2                     | 9           | 5           | 1           |                                        |                                        |                                        |                                        |
| 2023-2024                   | Union Bordeaux Bègles       | Top 14                     | 12          | 5           | 1           | Champions Cup                          | 3                                      | -                                      | -                                      |
| 2024-2025                   | Union Bordeaux Bègles       | Top 14                     | 5           | 5           | 1           | Champions Cup                          | -                                      | -                                      | -                                      |
| Total Union Bordeaux Bègles | Total Union Bordeaux Bègles | Top 14                     | 17          | 10          | 2           | Compétitions EPCR                      | 3                                      | -                                      | -                                      |
| Total                       | Total                       | Pro D2/ Top 14             | 26          | 15          | 3           | Compétitions EPCR                      | 3                                      | -                                      | -                                      |

### Avec le XV de France
Au 25 novembre 2024, Marko Gazzotti compte 1 sélection depuis sa première sélection le 22 novembre 2024 face à l'Argentine au Stade de France.
| Année | Compétition | Matchs | Points | Essais |
| ----- | ----------- | ------ | ------ | ------ |
| 2024  | Test matchs | 1      | -      | -      |
| Total | Total       | 1      | 0      | 0      |

## Palmarès

### En club
- Finaliste du Championnat de France de 2e division en 2023 avec le FC Grenoble.
- Finaliste du Championnat de France en 2024 et 2025 avec l'Union Bordeaux Bègles.
- Vainqueur de la Champions Cup en 2025 avec l'Union Bordeaux Bègles.

### En équipe nationale
- Vainqueur du Championnat du monde junior en 2023 avec l'équipe de France des moins de 20 ans.

### Distinctions personnelles
- Meilleur joueur du Championnat du monde junior en 2023.